# 1re cérémonie des Premios Juventud
Les Premios Juventud (Prix de la Jeunesse, en espagnol) sont des prix décernés aux vedettes latino-américaines (musique, cinéma, télévision, sport, mode, ...) par Univision (5e réseau de télévision américain, et le 1er hispanophone.
Résultats pour 2004 :

## Catégorie cinéma

### Acteur
- Antonio Banderas
- César Évora
- Diego Luna
- Gael García

### Actrice
- Jennifer López
- Salma Hayek
- Thalía
- Yadhira Carrillo

### Film
- The Crime of Father Amaro
- Harry Potter et le Prisonnier d'Azkaban
- Selena
- Shrek 2

## Catégorie Musique

### duo
- Juanes et Nelly Furtado
- Maná et Santana
- Marc Anthony et Jennifer López
- Thalía et Fat Joe

### façon de bouger
- Chayanne
- David Bisbal
- Shakira
- Thalía

### voix
- Chayanne
- Paulina Rubio
- Shakira
- Thalía

### chanson (rengaine)
- A Dios le Pido - Juanes
- A Quién le Importa - Thalía
- Bulería - David Bisbal
- El Za Za Za - La Mesa que Más Aplauda - Liberación

### CD
- De Viaje - Sin Bandera
- Greatest Hits - Thalía
- Sincero - Chayanne
- Un Día Normal - Juanes

### remix
- A Puro Dolor - Son by Four
- El Za Za Za - La Mesa que Más Aplauda - Climax / Liberación
- La Vida es un Carnaval - Celia Cruz
- La Vida Loca - Ricky Martin

### chanson pour mettre de l'ambiance
- A Quién le Importa - Thalía
- El Za Za Za - La Mesa que Más Aplauda - Liberación
- La Negra Tiene Tumbao - Celia Cruz
- Sabes a Chocolate - Kumbia Kings with Pee Wee González

## Catégorie Sport

### sportif (homme)
- Alex Rodríguez - Baseball
- Cuauhtémoc Blanco - Football
- Oscar de la Hoya – Boxe
- Sammy Sosa - Baseball

### sportif (femme)
- Ana Guevara –
- Fabiola Zuluaga - Tennis
- Gabriela Sabatini - Tennis
- Wanda Rijo – Haltères

### équipe
- L'équipe nationale mexicaine
- Las Chivas Rayadas del Guadalajara
- Los Angeles Lakers
- New York Yankees

### nouveau sportif
- Guillermo “Memo” Ochoa – Football
- José Contreras - Baseball
- Julio César Chávez Jr. - Boxe
- Miguel Cabrera - Baseball

### matchs
- Argentine Vs. Brésil
- Boston Red Sox Vs. New York Yankees
- Las Aguilas del América Vs. Las Chivas Rayadas del Guadalajara
- Mexique Vs. É.-U.

## Catégorie MODE

### Hemme la plus chic
- Jennifer López
- Myrka Dellanos
- Shakira
- Thalía

### Homme le plus chic
- Chayanne
- Jorge Ramos
- Luis Miguel
- Ricky Martin

### Homme le plus sexy
- Chayanne
- Eduardo Verástegui
- Gabriel Soto
- Ricky Martin

### Femme la plus sexy
- Jennifer López
- Roselyn Sanchez
- Shakira
- Thalía

## Catégorie culture populaire

### Idole des jeunes
- Chayanne
- Selena
- Shakira
- Thalía

### couple préféré despaparazzis
- Jennifer López et Marc Anthony
- Luis Miguel et Myrka Dellanos
- Niurka Marcos et Bobby Larios
- Thalía et Tommy Mottola